# هرینگسدورف
هرینگسدورف (به آلمانی: Heringsdorf) یک منطقهٔ مسکونی در آلمان است که در فرپومرن-گرایفسوالد واقع شده‌است. هرینگسدورف ۸٬۸۳۹ نفر جمعیت دارد.

## خواهرخوانده
شهرهای بکوم، آلمان، فولجاریا، Grodków، لسل سن کلو، اشوینواویشچه و Tolkmicko خواهرخوانده‌های هرینگسدورف هستند.